# Le Mesnil-Rainfray
Le Mesnil-Rainfray est une ancienne commune française du département de la Manche et de la région Normandie, peuplée de 210 habitants, devenue le 1er janvier 2017 une commune déléguée au sein de la commune nouvelle de Juvigny les Vallées.

## Géographie
Commune rurale vallonnée, constituée de nombreuses exploitations agricoles. La composition géologique combinée à des précipitations abondantes sont responsables d'un sol boueux, idéal pour l'élevage de bétail. Comme dans le reste de la Normandie elle jouit d'un climat très pluvieux.

## Toponymie
Le nom de la localité est attesté sous la forme de Mesnil Rainfredi (Mesnillum-Renfredi) en 1160.
L'appellatif toponymique mesnil repose sur l’ancien français maisnil, mesnil « habitation avec pièce de terre, demeure, maison, manoir », et parfois « métairie », issu du bas-latin mansionile, dérivé neutre en -ile du latin mansio « résidence ».
Le gentilé est Mesnil-Rainfrayais.

## Histoire
En 1066, au retour de la bataille d'Hastings, Girold, fidèle serviteur de Robert de Mortain, reçut, en récompenses de ses services militaires, l'église et les terres du Mesnil-Rainfray. En 1204, lors du rattachement de la Normandie au domaine royal français, Jourdain du Mesnil-Rainfray prête serment à Philippe Auguste.
En 1665, la seigneurie du Mesnil-Rainfray fut achetée à Louise de Péricard, Marquise de Molac par Jean-Jacques de Savigny. En 1706, Renée-Angélique de Savigny, hérita du fief du Mesnil-Rainfray après le décès de Philippe-Charles, son frère, mort sans postérité. Elle meurt en 1751, laissant le fief à son mari Du Bosc Scipion Philippe Lanfranc, chevalier, seigneur de Bourneville et du Mesnil-Rainfray.[réf. nécessaire]
L'exode rural a frappé cette commune de plein fouet dès les années 1960. Cependant, depuis le début des années 2000, la rurbanisation a entraîné une augmentation sensible de la population (+ 3,38 % entre 1999 et 2004).
Le 1er janvier 2017, Le Mesnil-Rainfray intègre avec Bellefontaine, Chasseguey, Chérencé-le-Roussel, Juvigny-le-Tertre, La Bazoge et Le Mesnil-Tôve la commune nouvelle de Juvigny les Vallées.

## Politique et administration

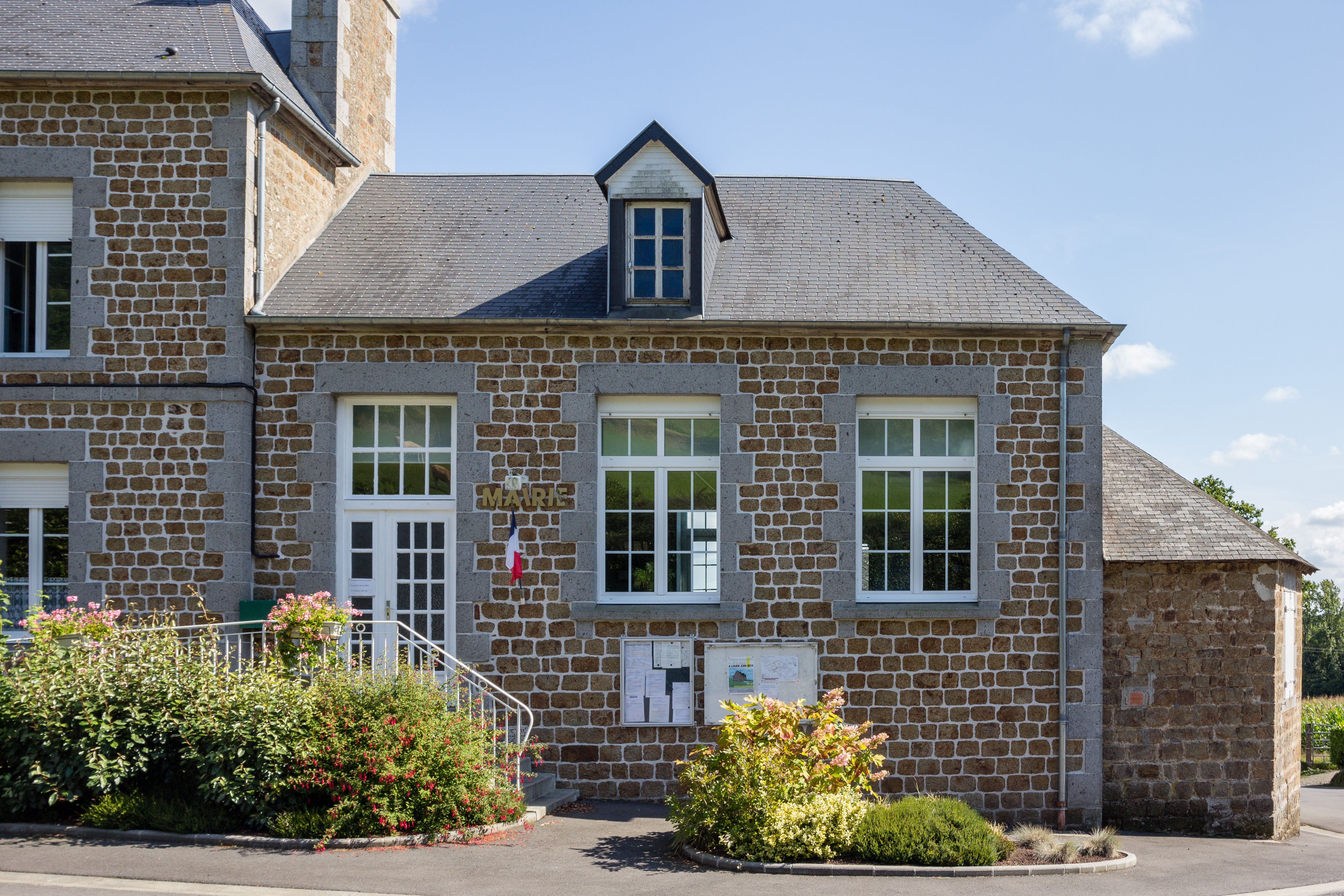
La mairie annexe.

### Liste des maires
| Période                                  | Période       | Identité           | Étiquette | Qualité     |
| ---------------------------------------- | ------------- | ------------------ | --------- | ----------- |
| Les données manquantes sont à compléter. |               |                    |           |             |
| 1983                                     | mars 2001     | Marcel Malva       |           |             |
| mars 2001                                | décembre 2016 | Jean-Claude Cassin | DVD       | Agriculteur |

## Population et société

### Démographie
L'évolution du nombre d'habitants est connue à travers les recensements de la population effectués dans la commune depuis 1793. À partir du 1er janvier 2009, les populations légales des communes sont publiées annuellement dans le cadre d'un recensement qui repose désormais sur une collecte d'information annuelle, concernant successivement tous les territoires communaux au cours d'une période de cinq ans. 
Pour les communes de moins de 10 000 habitants, une enquête de recensement portant sur toute la population est réalisée tous les cinq ans, les populations légales des années intermédiaires étant quant à elles estimées par interpolation ou extrapolation. Pour la commune, le premier recensement exhaustif entrant dans le cadre du nouveau dispositif a été réalisé en 2004,.
En 2022, la commune comptait 210 habitants, en évolution de +1,45 % par rapport à 2016 (Manche : +0,44 %, France hors Mayotte : +2,49 %).
| 1793 | 1800 | 1806 | 1821 | 1831 | 1841 | 1846 | 1851 | 1856 |
| ---- | ---- | ---- | ---- | ---- | ---- | ---- | ---- | ---- |
| 800  | 761  | 762  | 676  | 748  | 766  | 765  | 724  | 693  |

| 1861 | 1866 | 1872 | 1876 | 1881 | 1886 | 1891 | 1896 | 1901 |
| ---- | ---- | ---- | ---- | ---- | ---- | ---- | ---- | ---- |
| 716  | 741  | 692  | 686  | 660  | 621  | 592  | 561  | 568  |

| 1906 | 1911 | 1921 | 1926 | 1931 | 1936 | 1946 | 1954 | 1962 |
| ---- | ---- | ---- | ---- | ---- | ---- | ---- | ---- | ---- |
| 590  | 573  | 510  | 519  | 566  | 562  | 527  | 561  | 514  |

| 1968 | 1975 | 1982 | 1990 | 1999 | 2004 | 2009 | 2014 | 2019 |
| ---- | ---- | ---- | ---- | ---- | ---- | ---- | ---- | ---- |
| 446  | 381  | 298  | 249  | 237  | 245  | 246  | 214  | 212  |

## Culture locale et patrimoine

### Lieux et monuments
- Église Saint-Martin (XVe – XVIIIe siècles). Elle abrite un missel de Jean-François Philibert (XVIIIe) classé au titre objet en 1990 aux monuments historiques[9], un maître-autel et son retable (XVIIIe), un bénitier et des fonts baptismaux à double cuve (XVIe), les statues de saint Martin (XVIIIe), saint Étienne (XVIe), christ (XVIe), un tableau saint Simon et la donation du scapulaire (XVIIIe), Sacré-Cœur (XIXe), éducation de la Vierge (XVIIIe), une verrière Charité de saint Martin (XVIe)[2].
- Château du Mesnil-Rainfray qui a totalement disparu en 1880. Il n'en subsiste que le colombier (XIVe – XVIIIe siècles), près de l'église.
- Manoir du Plessis du XIXe siècle.
- La Chevalaye du XVIIIe siècle.
- Le Chesnay des XIIe – XXe siècles.
- La Rossaie du XVIe siècle.
- Ancien presbytère et son linteau (1769).
- Croix du cimetière (XVIIe siècle).
- Croix de chemin dites de la Chevalais (1776), du Grand Chatellier (XVIIe siècle), croix Herbert (XIXe siècle) et croix des D205/595 (XIXe siècle).

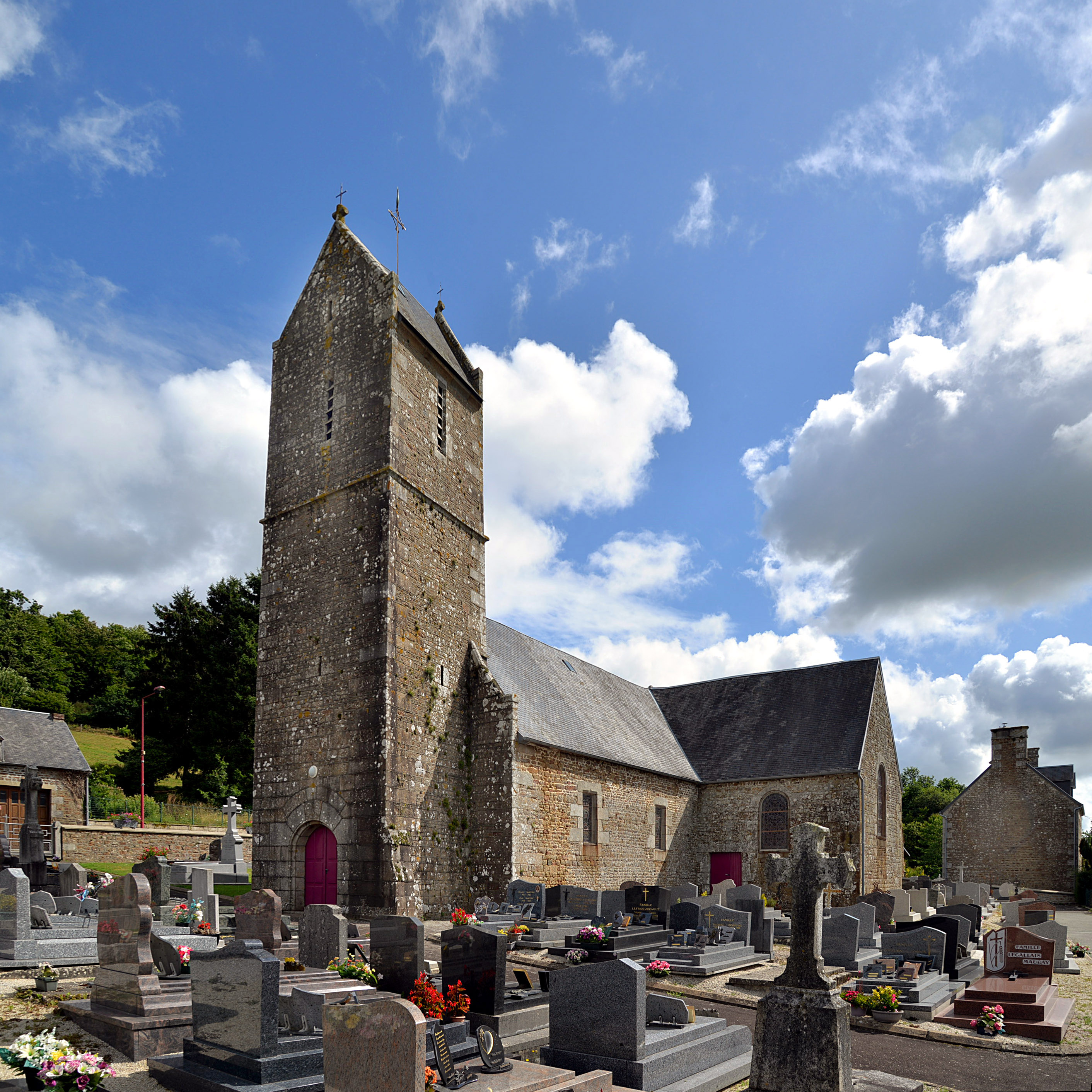
L'église Saint-Martin.
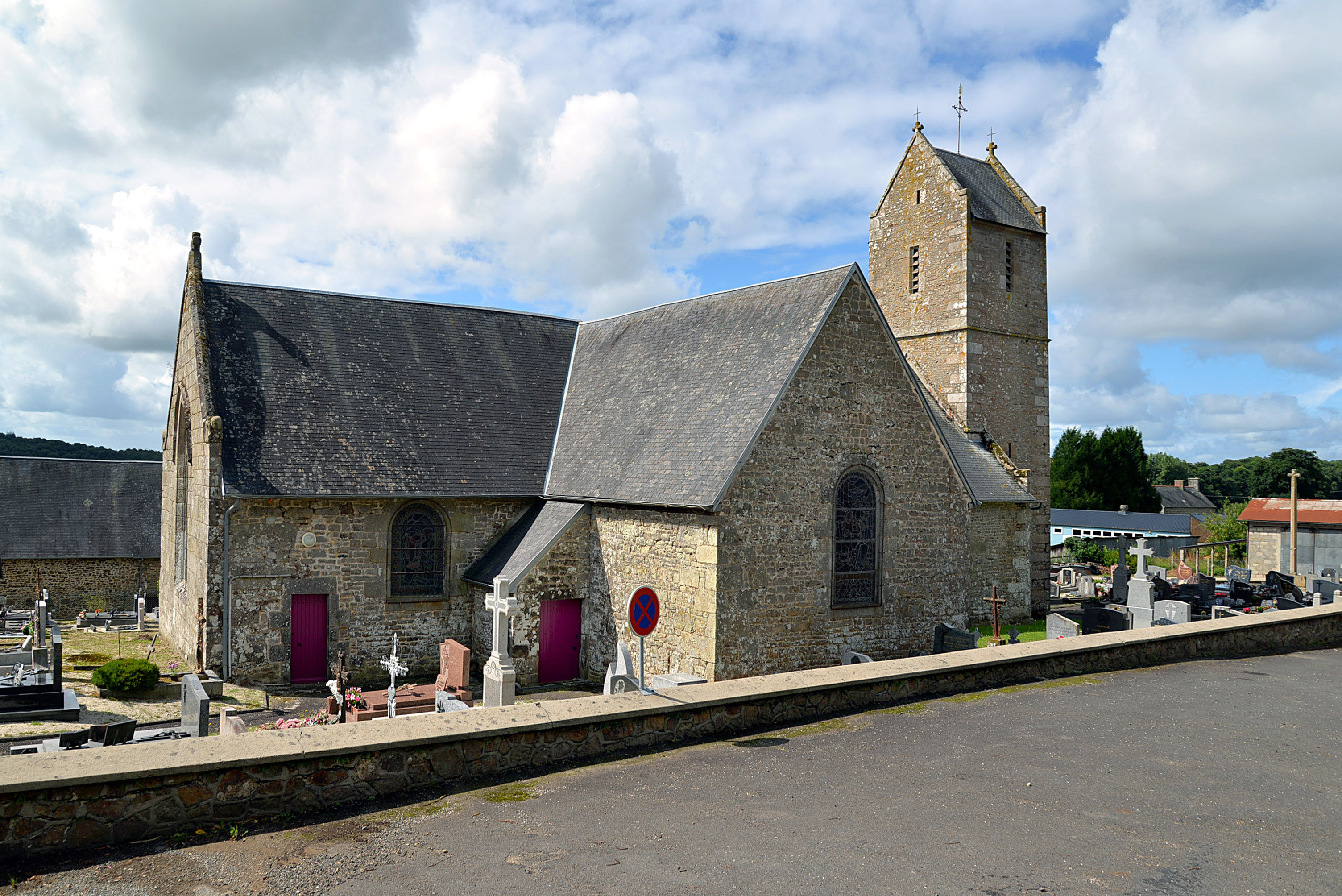
L'église Saint-Martin.
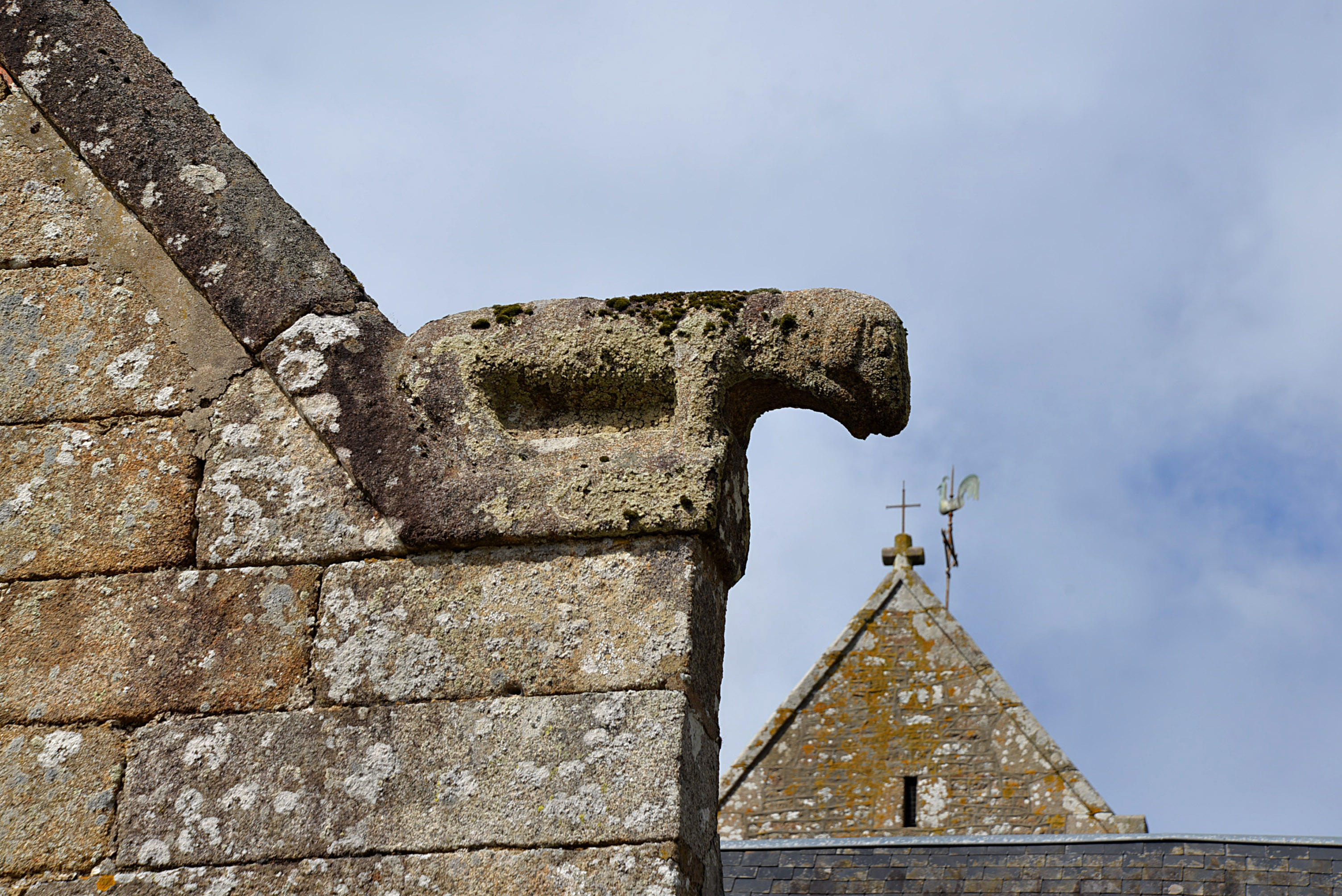
Animal fantastique au chevet de l'église Saint-Martin.
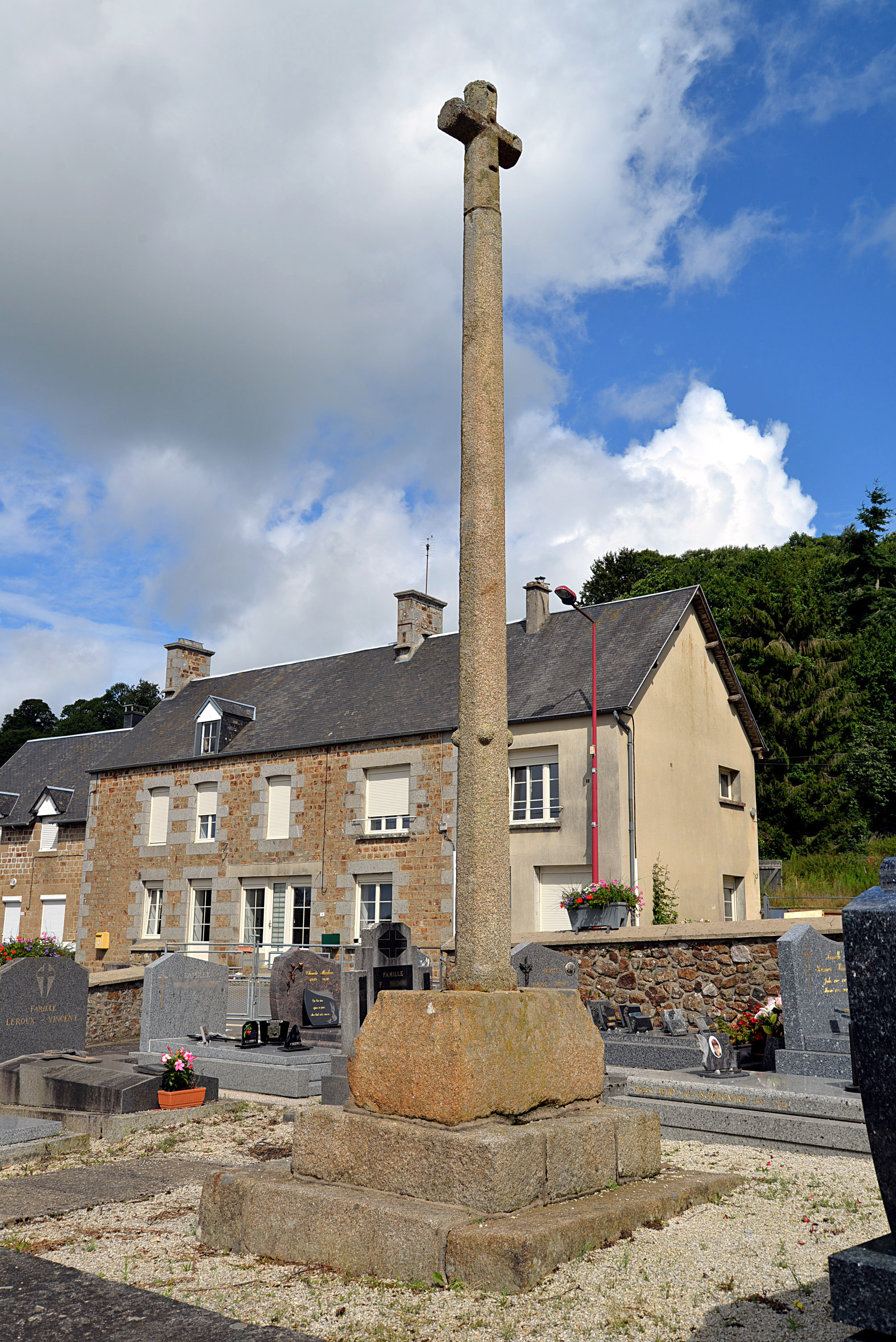
La croix de cimetière.
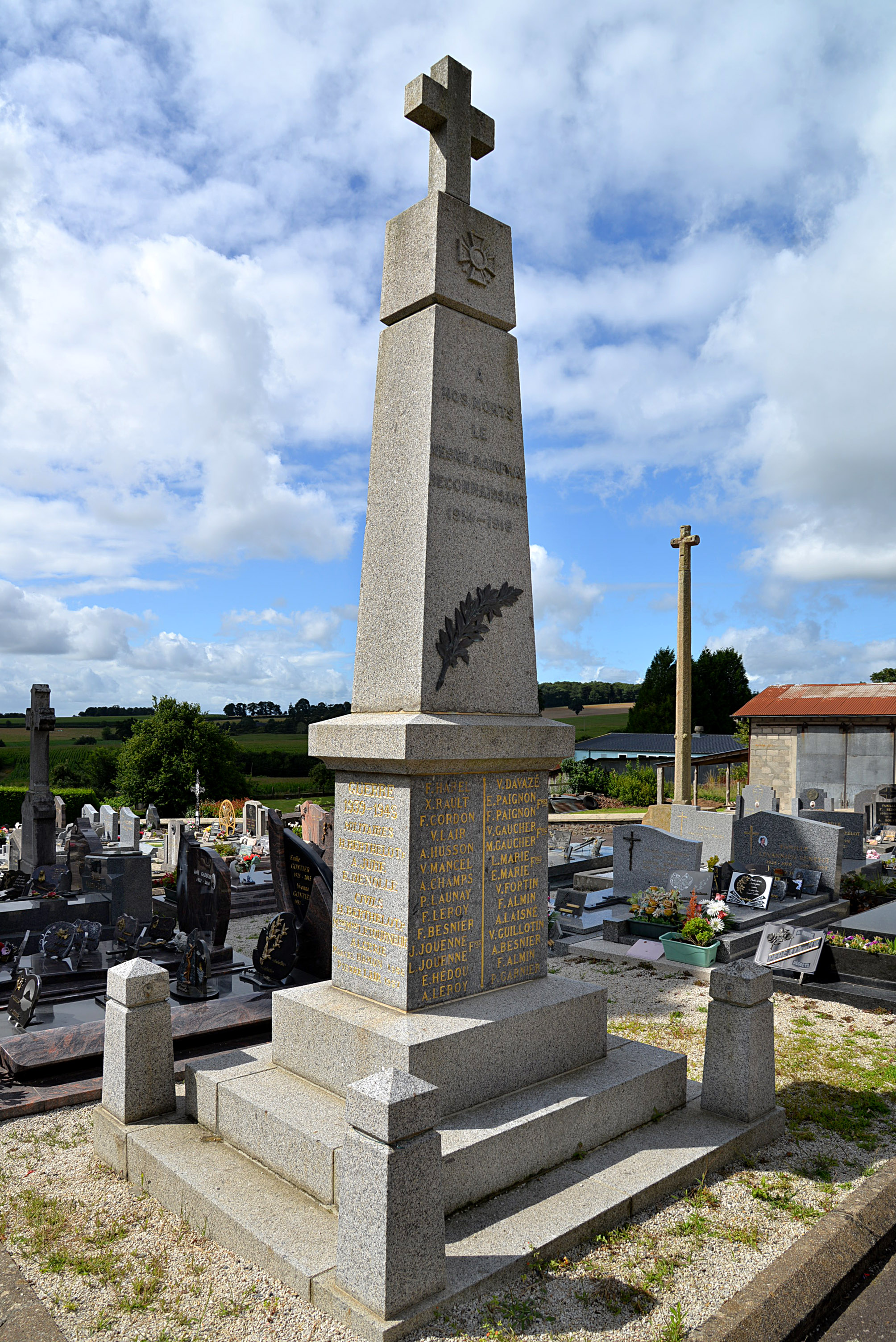
Le monument aux morts.

### Personnalités liées à la commune
- Pierre Thomas (1729-1794), né au Mesnil-Rainfray, prêtre et aumônier de l'hôpital de Château-Gontier, fut l'un des dix-neuf martyrs de Laval, guillotiné avec treize autres prêtres le 21 janvier 1794, est béatifié le 19 juin 1955 par Pie XII[2].
- Gabriel Champion (1748-1808), né au Mesnil-Rainfray, aumônier de l'abbaye Blanche de Mortain. Ayant refusé de prêter serment à la Constitution civile du clergé, émigre en Angleterre d'où il part pour le Québec et s'installe à Chéticamp où il ouvre la première école[2].